# Piano nobile

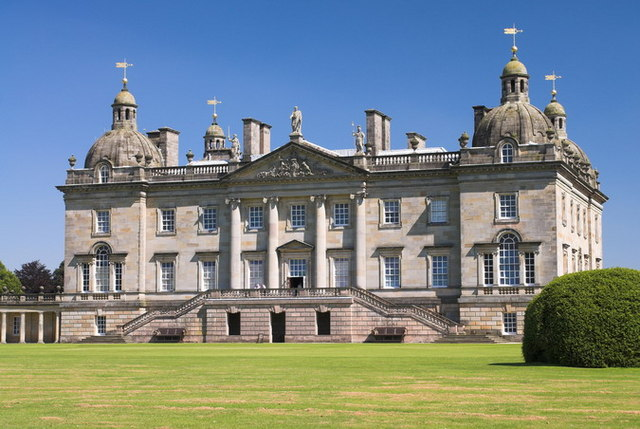
Esempio di piano nobile evidenziato architettonicamente all'esterno con finestre più decorate (Houghton Hall, Norfolk)

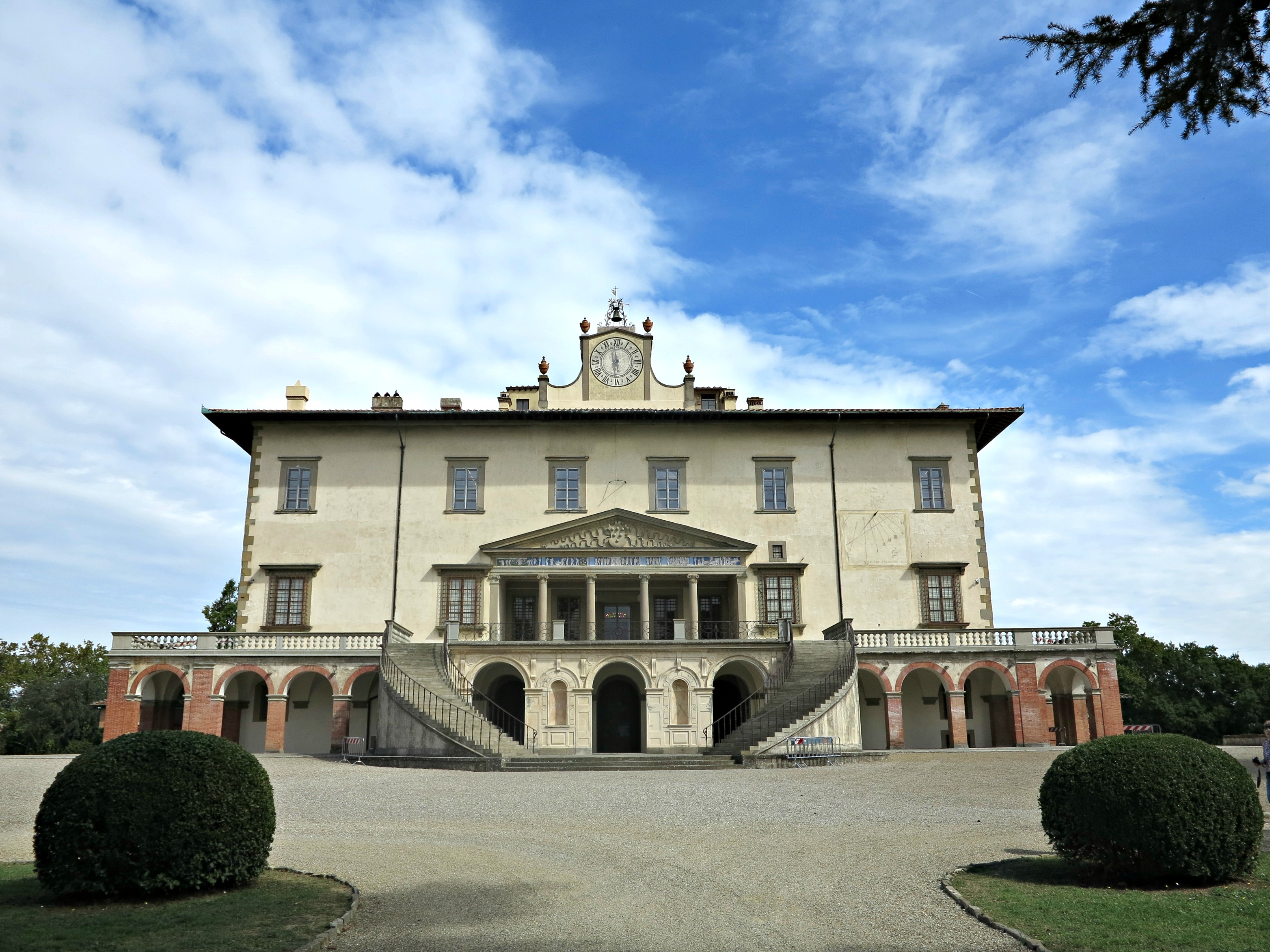
Villa medicea di Poggio a Caiano: il piano nobile si legge dalle finestre più ampie e dalla loggetta con frontone

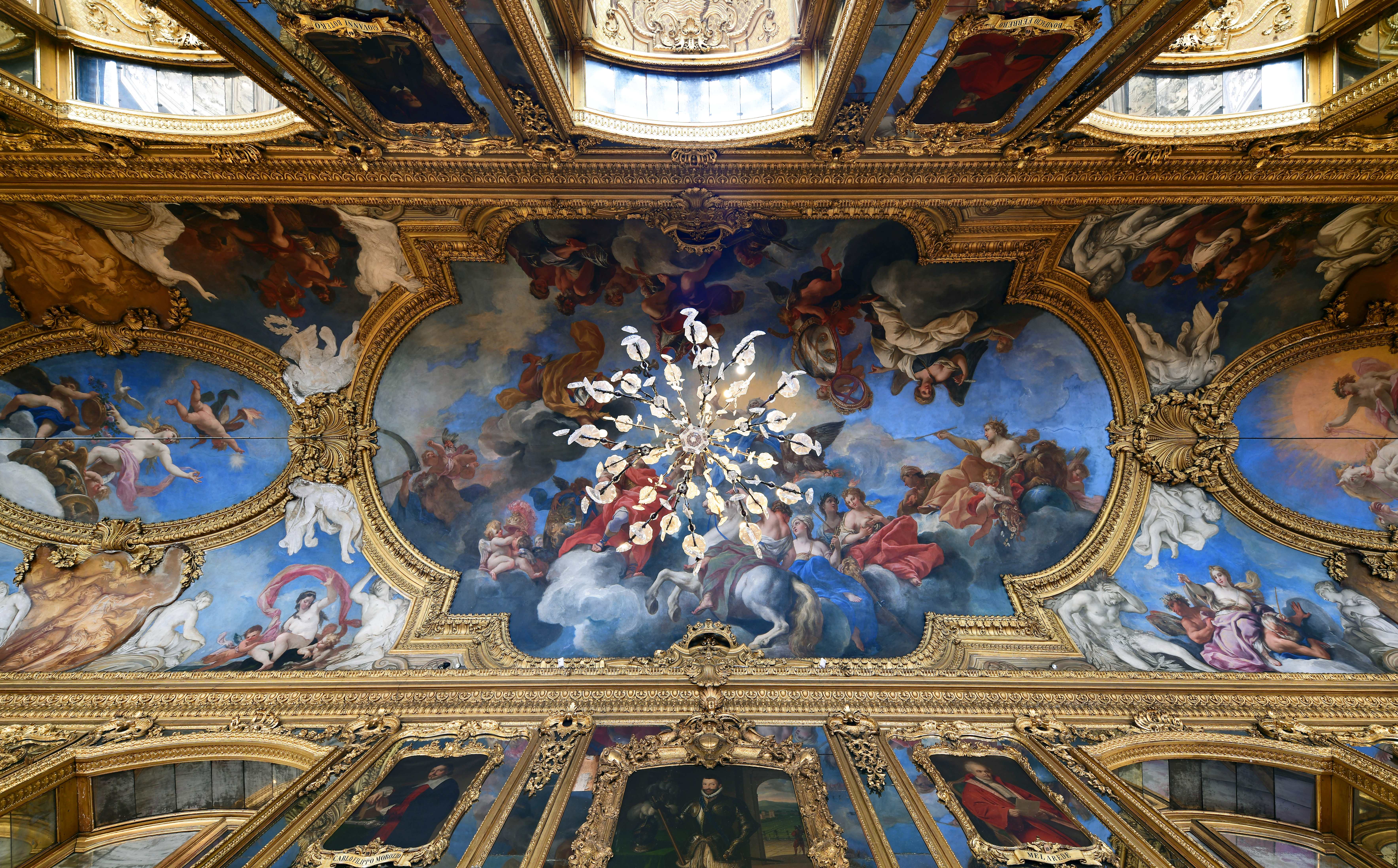
La Galleria del Daniel al Primo Piano Nobile del Palazzo Reale di Torino

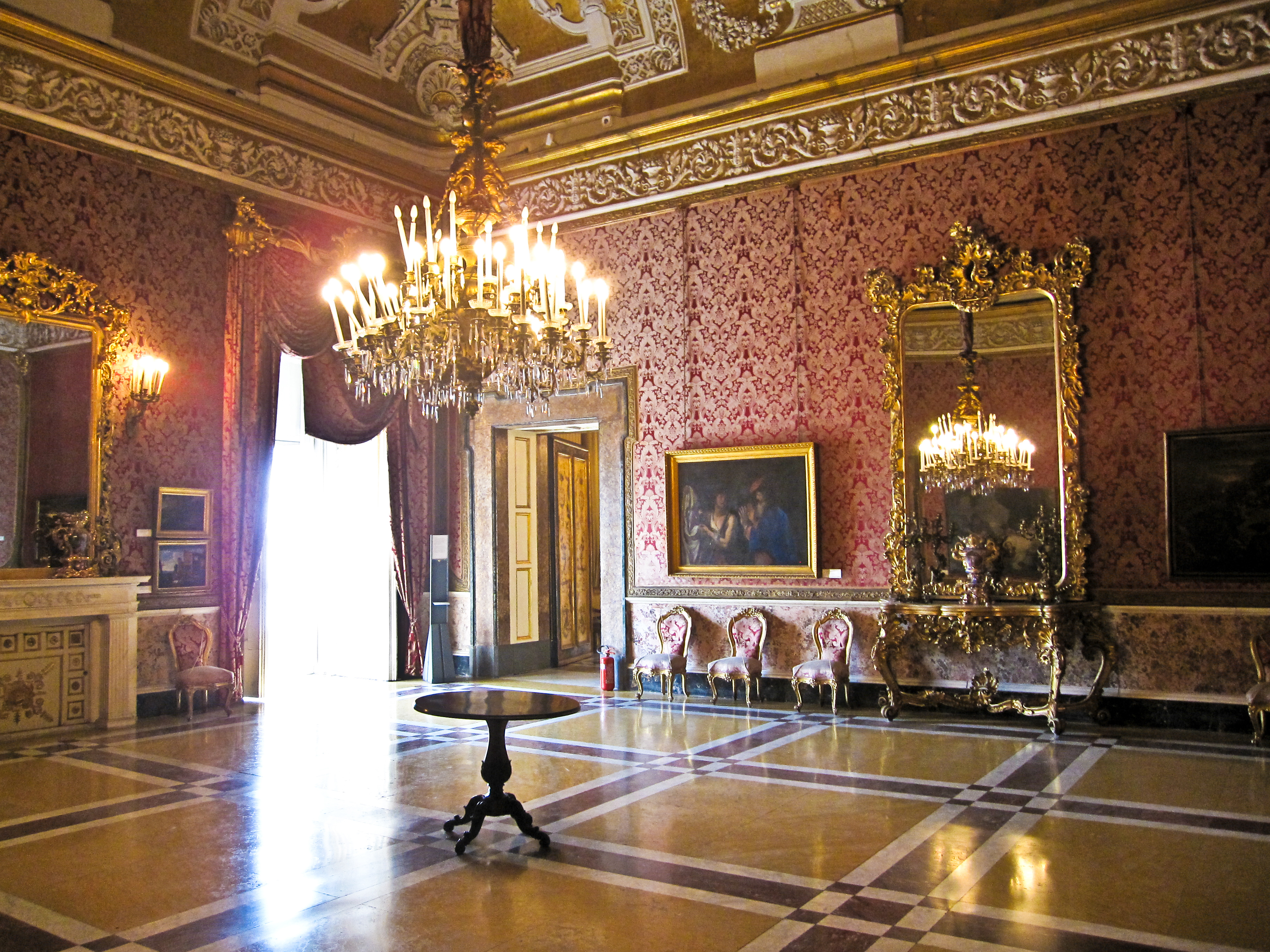
Una delle stanze del piano nobile del palazzo reale di Napoli

Il piano nobile è un elemento tradizionale e tipico dei palazzi nobiliari urbani dal primo rinascimento fino al XIX secolo circa, quando la distinzione di funzione fra i vari piani e ambienti di un palazzo perse il rigido carattere schematico verso una maggiore libertà di destinazione degli ambienti. 

## Descrizione
All'interno di strutture che si dispiegavano in genere su tre piani (più raramente su quattro), nei palazzi il piano nobile coincideva con il primo piano. Era così chiamato perché costituiva la residenza vera e propria della famiglia e contava generalmente le migliori decorazioni interne di tutto l'edificio.
Al piano nobile si collocavano alcune stanze di rappresentanza come i saloni, poi le camere da letto e le altre stanze ad uso della famiglia padronale. Anche dall'esterno il piano nobile era in genere riconoscibile per le finestre più ampie e le decorazioni sulla facciata. Balconi e terrazze erano pure segno di distinzione, anche se sono elementi più tardi, divenuti popolari dal Seicento in poi.
Per accedere al piano nobile dal piano terreno era presente uno scalone, di impianto spesso monumentale, che in genere partiva dal cortile centrale. Tra il piano terreno e il piano nobile potevano collocarsi dei mezzanini, cioè piani intermedi ad uso della servitù, accessibili attraverso altre scale.
Nei palazzi più grandi, a partire soprattutto dal Seicento, capitava che alcuni membri della famiglia avessero i loro appartamenti anche al piano secondo o al pian terreno, anche se il personaggio di spicco della famiglia continuava a vivere al primo piano. In quei casi si può parlare anche di un secondo piano nobile. Sempre nei grandi palazzi (o forse si dovrebbe parlare di regge), talvolta al piano terreno erano collocati gli appartamenti estivi, comunicanti con il giardino e per questo più freschi.
Dall'Ottocento si intensificò la costruzione di palazzi a quattro e più piani e le nuove soluzioni tecniche per tubi e condutture dei fumi resero obsoleta la divisione di funzioni per piani.
Nelle ville suburbane vennero pure edificati piani nobili, magari raggiungibili da un grande scalone sulla facciata, come nelle ville palladiane o nella villa Medicea di Poggio a Caiano, ma già dal tardo Cinquecento, con la popolarità crescente dei casini, il piano abitativo della famiglia principale si ribassò, dall'edificazione sopra un mezzanino di servizio, ad una semplice rialzata, accessibile con appena una decina di scalini, in modo da poter vivere allo stesso livello dei giardini, a stretto contatto con questi luoghi di delizia.